# Laimont
Laimont é uma comuna francesa na região administrativa de Grande Leste, no departamento de Meuse. Estende-se por uma área de 10,77 km². Em 2010 a comuna tinha 469 habitantes (densidade: 43,5 hab./km²).